# 林鍾隆
林鍾隆（1930年7月24日—2008年10月18日），筆名林外，台灣兒童文學作家，生於日治時期新竹州中壢郡楊梅街（今桃園市楊梅區）。臺北師範學校普通科畢業。歷任國校、初中及高中老師。創作類型多元，被鍾肇政譽為全能型作家。
林鍾隆為台灣戰後跨語作家裡中文寫作起步較早的一位，1960年代以少年小說《阿輝的心》成名，童詩《星星的母親》曾獲金鼎獎肯定；1977年4月，創辦台灣第一本兒童詩刊《月光光》，引領台灣童詩創作、研究與教學風潮，譯介日本兒童文學作家窗·道雄等人的作品。除了兒童文學創作外，也致力於改寫與翻譯兒童讀物，積極投入兒童文學的推動，對台灣的兒童文學貢獻良多。退休後熱衷登山活動，著有多部以山林為主題的散文或童詩作品，亦成立「古道語文中心」，以函授形式自編作文講義指導寫作，:25曾出版作文教材《兒童寫作高手》叢書、《國中作文教學錦囊》等。

## 生平
筆名林外、林岳、南星、林容等。1930年7月24日生於新竹州中壢郡楊梅街（今桃園市楊梅區）。1937年就讀草湳坡公學校（今楊梅國小），1943年進入楊梅公學校高等科，1946年考取省立台北師範學校。1950年9月開始國小教師教學生涯，1954年高等考試教育行政人員及格、1955年中等學校教員試驗檢定考試合格，1957年至桃園觀音初中任教，1968年通過高中國文教員檢定合格，任教於省立中壢高中；1980年從教職退休後，生活重心走向大自然，隨興探訪山林:92，也成立「古道語文中心」，自號「古道翁」，以作文函授的方式自編作文講義。2008年10月18日逝世，享年78歲。

## 文學活動
林鍾隆為台灣戰後第一代作家，也是跨語作家裡中文寫作起步較早的一位，1949年就讀台北師範學校便開始寫作並投稿。曾獲第一屆布穀鳥紀念楊喚兒童詩獎、中國時報童書獎、教育部優良著作獎與行政院新聞局金鼎獎等，作品《阿輝的心》、《我要給風加上顏色》分別入選「台灣兒童文學一百」的少年小說類與童詩類。
林氏作品多元豐富，被鍾肇政譽為全能型作家，其中又以兒童文學成果最為豐碩。師範學校畢業時參加就業訓練，受到當時教育廳副廳長謝東閔演說的鼓勵，立志做「中國的安徒生」。60年代開始翻譯改寫外國兒童文學，如盧布朗偵探小說《亞森羅蘋》、東方出版社的柯南‧道爾小說《盜馬記》、《魔術師的傳奇》等。1964年12月起，少年小說創作〈阿輝的心〉在《小學生》連載，1965年12月出版單行本，後改編為廣播劇與電視木偶劇:11；1971年5月起受邀為「臺灣省國民學校教師研習會」兒童讀物寫作班講師:13，翻譯日本兒童文學理論作為教材；1977年4月創辦台灣第一本兒童詩刊《月光光》（1991年3月改名《台灣兒童文學》），不僅提供兒童詩創作者及從事童詩教學的同好交流發表的園地，更譯介日本兒童文學作家作品及日本兒童詩作，他翻譯連載日治時期宮尾進主編的《童謠傑作選集》，證明日治時期台灣兒童文學的發展:25-26。在辦理刊物期間，結識不少日本兒童文學家，如窗·道雄、大久保テイ子、保坂登志子等，建立起台日兒童文學的交流；1993年應亞洲兒童文學大會之邀，以台灣代表團團長的身分至日本福岡與會:26。1980年退休後，仍努力不懈勤奮寫作，出版多部童詩與登山散文作品。
2016年12月，國立台灣文學館出版《林鍾隆全集》30冊，為台灣出版史上第一位兒童文學作家全集出版。

## 創作理念與特色
小說方面，彭瑞金形容林氏是一位「心靈的探險家」，擁有詩人特有的浪漫情懷與縝密思維，其文學建立在純粹的文學嗜慾和普遍人性探討的基礎上，時空的變遷與其作品毫不相應；描寫夫妻感情微妙、細緻，堪稱妙手，總能探得不同階層年紀男女之情的奧秘動人。司馬中原認為其小說「筆觸清淡玲瓏，善於掌握現代人在生活上、感情上最細致的部分作為他抒寫的題材，表現出多面的人生意趣。」
兒童文學方面，林鍾隆認為「兒童文學創作若有主義，那絕不是教訓主義、快樂主義，應該是感動主義。」:91其童詩擅於敘事，有抒情有說理，富生命力，語言隨意但自然流暢；童話利用趣味與幻想表達真善美，深入淺出，刻劃人物活潑生動。
評論方面，以現代詩、童詩、童話評介最多。多從感受與創作談論文學的本質、體裁，論述作品的藝術性與美感，勤於提出尖銳深刻的評語，如批評童詩本質、趣味、想像等的僵斃。

## 作品

### 現代詩
《戒指》（臺北：笠詩社，1990.04）

### 小說
《迷霧》短篇小說（臺北：野風出版，1964.03）
《錯愛》短篇小說（自印本，1965.03）
《外鄉來的姑娘》長篇小說（臺北：國粹書報社，1965.05）
《愛的畫像》長篇小說（臺北：水牛出版社，1967.10）
《蜜月事件》短篇小說（臺北：商務印書館，1968.11）
《梨花的婚事》長篇小說（臺北：省政府新聞處，1969.04）
《暗夜》短篇小說（臺北：正中書局，1969.05）
《太陽的悲劇》長篇小說（臺北：水牛出版社，1977.05）
《林鍾隆集》短篇小說（臺北：前衛出版社，1991.07） 

### 散文
《大自然的真珠》（臺北：國粹書報社，1964.11）
《愛的花束》（臺北：水牛出版社：1967.12）
《繁星集》（臺北：商務印書館：1970.03）
《夢樣的愛》（臺北：水牛出版社：1971）
《情緒人》（臺北：水牛出版社：1977.05）
《生命的燈》（臺北：暖流出版社：1980.07）
《明天的希望》（臺北：成文出版社：1982.05）
《初學登山記》（臺北：暖流出版社：1986.09）
《天晴好向山》（高雄：派色出版社：1990.04）
《小小象的想法》（臺北：成文出版社：1991.03）
《石頭的生命》（桃園縣立文化中心：1993.06）

### 少年小說
《阿輝的心》（臺北：小學生雜誌社，1965.12）
　　　　　　（臺中：臺灣省兒童文學協會 1991.08）
　　　　　　（臺北：富春文化公司，1990.08）
《好夢成真》（臺北：教育廳兒童讀物編輯小組，1969.11）

### 童話
《美玉與小狗》（臺北：教育廳兒童讀物編輯小組，1965.09）
《醜小鴨看家》 自印本 1966.08
《養鴨的孩子》 （臺北：小學生雜誌社，1966.09）
《蠻牛傳奇》（臺北：教育廳兒童讀物編輯小組，1970.08）
《最美的花朵》 （臺北：青文出版社，1973.04）
《毛哥兒和季先生》（臺北：國語日報社，1973.12）
《奇妙的故事》（臺北：兒童月刊社，1975.10）
《爸爸的冒險》（桃園：同崢出版社，1978.03）
《奇異的友情》（桃園：同崢出版社，1978.04）
《明天的希望》（臺北：成文出版社，1982.05）
《蔬菜水果的故事》（臺北：聯經出版社，1990.03）
《水底學校》（臺北：富春文化公司，1999.07）

### 童詩
《星星的母親》（臺北：成文出版社，1979.12）
《山》（臺北：教育廳兒童讀物編輯小組，1900.04）
《爬山樂》（臺北：教育廳兒童讀物編輯小組，1994.04）
《山中的悄悄話》（臺北：教育廳兒童讀物編輯小組，1995.04）
《山中的故事》（臺北：教育廳兒童讀物編輯小組，1996.04）
《我要給風加上顏色》（桃園：桃園縣立文化中心，1997.05）
《讀山》（臺北：教育廳兒童讀物編輯小組，1997.10）
《大龍崗下的孩子》（臺北：教育廳兒童讀物編輯小組，1998）
《我愛蝴蝶》（臺北：臺灣書店，1999.12）

### 學術論著
《現代詩的解說與評論》 （臺北：現代潮出版社，1972.01）
《兒童詩研究》（臺北：益智書局，1977.01） 
《兒童詩指導》（臺北：快樂兒童漫畫週刊社，1980.11） 
《兒童詩觀察》（臺北：益智書局，1982.09）

### 翻譯改寫
《三劍客》（臺北：惠眾出版社，1962.07）
《亞森羅蘋》（臺北：惠眾書局，1963）
《勵志詩》自印本 （1965.04）
《魔術師傳奇》（臺北：東方出版社，1969.11）
《盜馬記》（臺北：東方出版社，1970.01）
《土人的毒箭》（臺北：東方出版社，1970.02）
《人心透視》（高雄：文皇書局，1974.01）
《人生日知錄》（臺北：林白出版社，1974.01）
《日本兒童詩選集》（臺北：學生圖書供應社，1976.01）
《龍子太郎》（臺北：學生圖書供應社，1976.07）
《北海道兒童詩選集》（臺北：笠詩社，1977.01）
《信兒在雲端》（臺北：洪建全教育文化基金會，1977.10）
《魯賓遜漂流記》（臺北：光復書局，1978.04）
《威普拉拉》（臺北：小讀者雜誌社，1978.06）
《少年偵探團》（臺北：水牛出版社，1979.04）
《短篇童話傑作選》（臺北：水牛出版社，1979.04）
《白馬王子米歐》（臺北：水牛出版社，1981.04）
《沒有人知道的小國家》（臺北：水牛出版社，1981.11）
《小飛俠》（臺北：光復書局，1986.02）
《老師也會有哭的時候》（臺北：民生報社，1988.09）
《婆婆的飛機》（臺北：民生報社，1988.10）

### 教材
《兒童寫作高手》（臺北：多識界圖書文化，2008.06）
《國中作文教學錦囊》（新北：螢火蟲，2012.03）

### 全集
《林鍾隆全集》（臺南：國立臺灣文學館，2016）

## 紀念
- 林鍾隆紀念館：2013年，桃園縣政府於大溪鎮仁和國小圖書館成立林鍾隆紀念館，[22]2015年5月關閉。

- 林鍾隆兒童文學推廣工作室 （页面存档备份，存于）：林鍾隆紀念館關閉後，原紀念館籌備顧問暨執行長謝鴻文與志工另改組林鍾隆兒童文學推廣工作室，持續推廣林鍾隆作品及桃園兒童文學。